# Krešimir Nikić
Krešimir Nikić (16 de abril de 1999, Zagreb, Croacia), es un baloncestista croata que mide 2,13 metros y juega en la posición de pívot en las filas del CB Zamora de Primera FEB. 

## Carrera deportiva
Nikić comenzó su carrera deportiva practicando natación y baloncesto en las categorías inferiores de la Cibona Zagreb. A los diez años, decidió enfocarse en el baloncesto, logrando múltiples campeonatos nacionales en categorías juveniles. Un hito notable en su carrera temprana fue un partido en 2014 contra el Cedevita Zagreb, donde anotó 50 puntos, consiguió 24 rebotes y puso 9 tapones.
En 2017, Nikić firmó un contrato de cinco años con el Alba Berlín. 
En la temporada 2021-22, el pívot croata sería asignado al SSV Lokomotive Bernau de la tercera división germana, en la que destacaría con promedios de 7,8 puntos y 5,7 rebotes por partido. 
A su regreso al primer equipo del Alba Berlín, participó en 43 partidos de la Bundesliga, logrando un promedio de 3,7 puntos y 2,0 rebotes por encuentro. En el ámbito internacional, jugó en la EuroLeague durante cuatro temporadas, acumulando minutos en más de 40 partidos.
Nikić ha sido tres veces campeón de la Basketball Bundesliga BBL y una vez campeón de la Copa de baloncesto de Alemania. 
En la temporada 2022-23, fue cedido al Medi Bayreuth de la Basketball Bundesliga, donde disputó 22 partidos.
El 2 de agosto de 2024, firma por el CB Zamora de Primera FEB.

### Internacional
En las categorías inferiores con la selección croata, Nikić participó en el Campeonato de Europa Sub-18-B en 2017 y en el Campeonato de Europa Sub-20 en 2019.